# 查爾斯頓鎮區 (伊利諾伊州科爾斯)
查爾斯頓鎮區（英語：Charleston Township）是位於美國伊利諾伊州科爾斯縣的一個行政鎮區。

## 地方資料
根據2010年美國人口普查的數據，查爾斯頓鎮區的面積為98.20平方千米，當中陸地面積為96.90平方千米，而水域面積為1.30平方千米。當地共有人口23168人，而人口密度為每平方千米235.93人。